# Bayston Hill
Bayston Hill – wieś w Anglii, w hrabstwie Shropshire. Leży 4 km na południe od miasta Shrewsbury i 222 km na północny zachód od Londynu. Miejscowość liczy 5247 mieszkańców.